# 逻辑学 (黑格尔著作)
《逻辑学》（德语：Wissenschaft der Logik）是德国哲学家黑格尔一部哲学著作。通称《大逻辑》，以区别于《哲学全书》中的第一部分“逻辑学”（通称《小逻辑》）。本书共分为“有论”“本质论”“概念论”三部分，前两部分合称客观逻辑，分别出版于1812年和1813年，第三部分称主观逻辑，出版于1816年。
黑格尔著作共有三种全集本，即米希勒本，格罗克纳本和拉松本。中文译本（商务印书馆，杨一之译）依拉松本的编例，以“有论”为上卷，“本质论”和“概念论”为下卷。译文亦以拉松本为主要依据，并参考了格罗克纳本。

## 核心观点
本书中黑格尔所探讨的内容，只是关于黑格尔哲学中逻辑学的相关内容，是研究理念自在自为的科学，是黑格尔辩证法的核心。关于黑格尔哲学的其他内容，黑格尔在另外两部著作《自然哲学》、《精神哲学》中另有阐述。另外，黑格尔在《小逻辑》中阐述了比此书更加成熟的观点。
在此书中，黑格尔把逻辑学分为了三部分，就是“有论”（存在论）、“本质论”和“概念论”。关于这三部分的关系，是层层渐进的：只有概念是真理，或者说，概念是存在与本质的真理。因为存在与本质只是直接的和间接的东西，所以如果两者坚持在孤立的状态中，那么其都不能是真理。